# ZSU-23-4 Shilka
ZSU-23-4 "Shilka" (tiếng Nga: ЗСУ-23-4 «Ши́лка») là loại pháo cao xạ tự hành bọc thép hạng nhẹ có trang bị radar do Liên Xô chế tạo. ZSU là viết tắt của Zenitnaya Samokhodnaya Ustanovka (tiếng Nga: Зенитная Самоходная Установка - ЗСУ). Shilka là đặt theo tên một dòng sông ở Nga. Con số 23 là chỉ cỡ nòng súng. Con số 4 chỉ số lượng nòng súng.

## Lịch sử
Trước đây Liên Xô có loại ZSU-57-2 nhưng nó không hiệu quả mặc dù hai khẩu pháo 57 mm có hỏa lực mạnh nhưng nó chỉ mang theo một lượng đạn nhỏ, thiếu radar, và không thể bắn khi di chuyển
Súng máy hạng nặng phòng không ZPU 14,5 mm không đủ cao. Một phiên bản khác là ZU-23-2 có cỡ nòng 23 mm với hai nòng pháo.
Vào năm 1957, ZSU-23-4 "Shilka" được phát triển cùng với ZSU-37-2 "Yenisei". Năm 1965, chúng được đưa vào phục vụ nhằm thay thế tất cả các ZSU-57-2 trong các đơn vị phòng không đầu những năm 1970.
ZSU-23-4 "Shilka" được coi là mối đe dọa với NATO trong thời kỳ chiến tranh lạnh. Và được sử dụng bởi hầu hết các nước trong khối Hiệp ước Warsaw và các nước khác ủng hộ Liên Xô. Khoảng 2.500 ZSU-23-4 trong tổng số sản xuất 6.500, đã được xuất khẩu đến 23 quốc gia.
ZSU-23-4 đã phục vụ trong Chiến tranh Yom Kippur (1973) và các cuộc xung đột Ả Rập-Israel khác, cuộc Chiến tranh Iran-Iraq (1980-1988), và Chiến tranh vùng Vịnh I (1990). Trong Chiến tranh Yom Kippur năm 1973, nó đã phát huy hiệu quả trong đối phó với không quân Israel. Phi công Israel cố gắng bay thấp để tránh tên lửa 2K12 Kub (NATO: SA-6 'Gainful') lại thường bị bắn hạ bởi ZSU-23-4 có tầm bắn tới 2,5 km. Khoảng 11 tới 31 máy bay Israel đã bị ZSU-23-4 bắn hạ trong cuộc chiến này.
Trong cuộc Chiến tranh Liên Xô-Afghanistan, ZSU-23-4 được sử dụng rộng rãi và có hiệu lực rất lớn trong bắn phá quân Mujahideen ở vùng núi. Các pháo 23mm của ZSU-23-4 có thể để nâng nòng góc cao hơn nhiều (−4° to +85°) so với các loại vũ khí trên BMP, BTR, T-55, hoặc T-62. Quân đội Nga cũng sử dụng ZSU 23-4 để chiến đấu ở Chechnya.

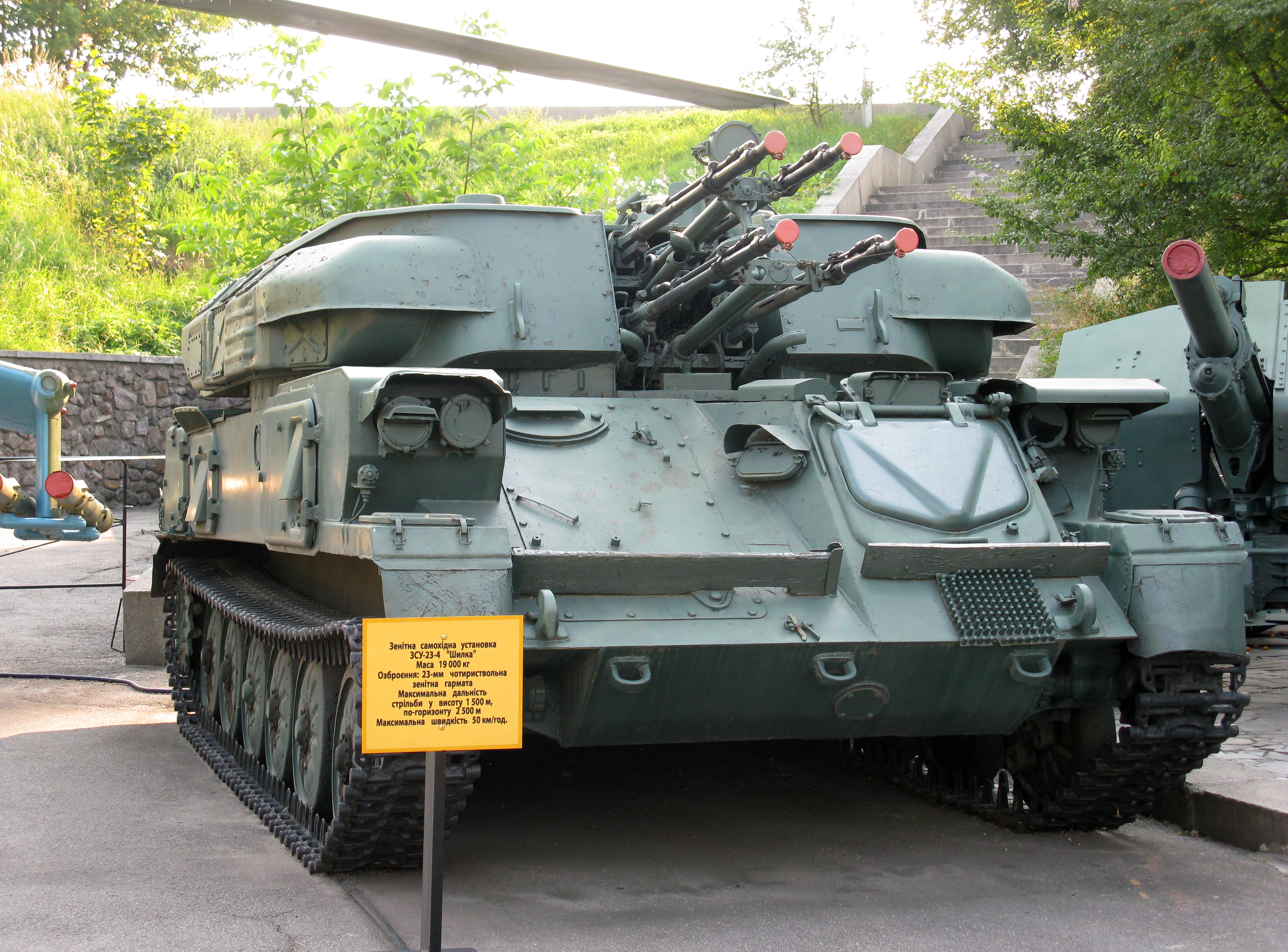
mặt trước ZSU-23-4.

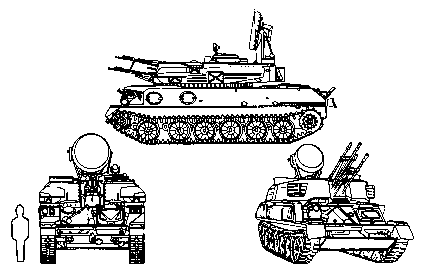
hình vẽ ZSU-23-4.

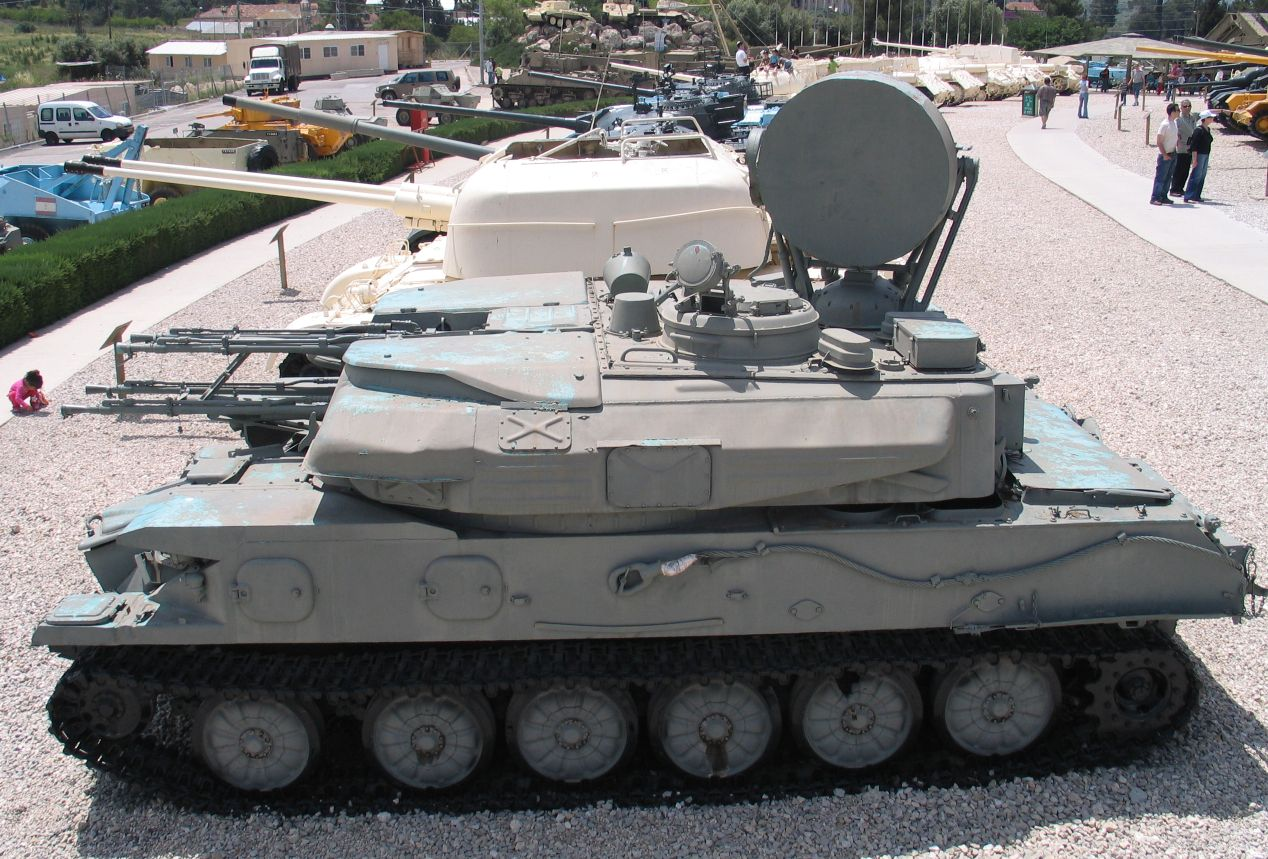
ZSU-23-4 ở viện bảo tàng Yad la-Shiryon, Israel.

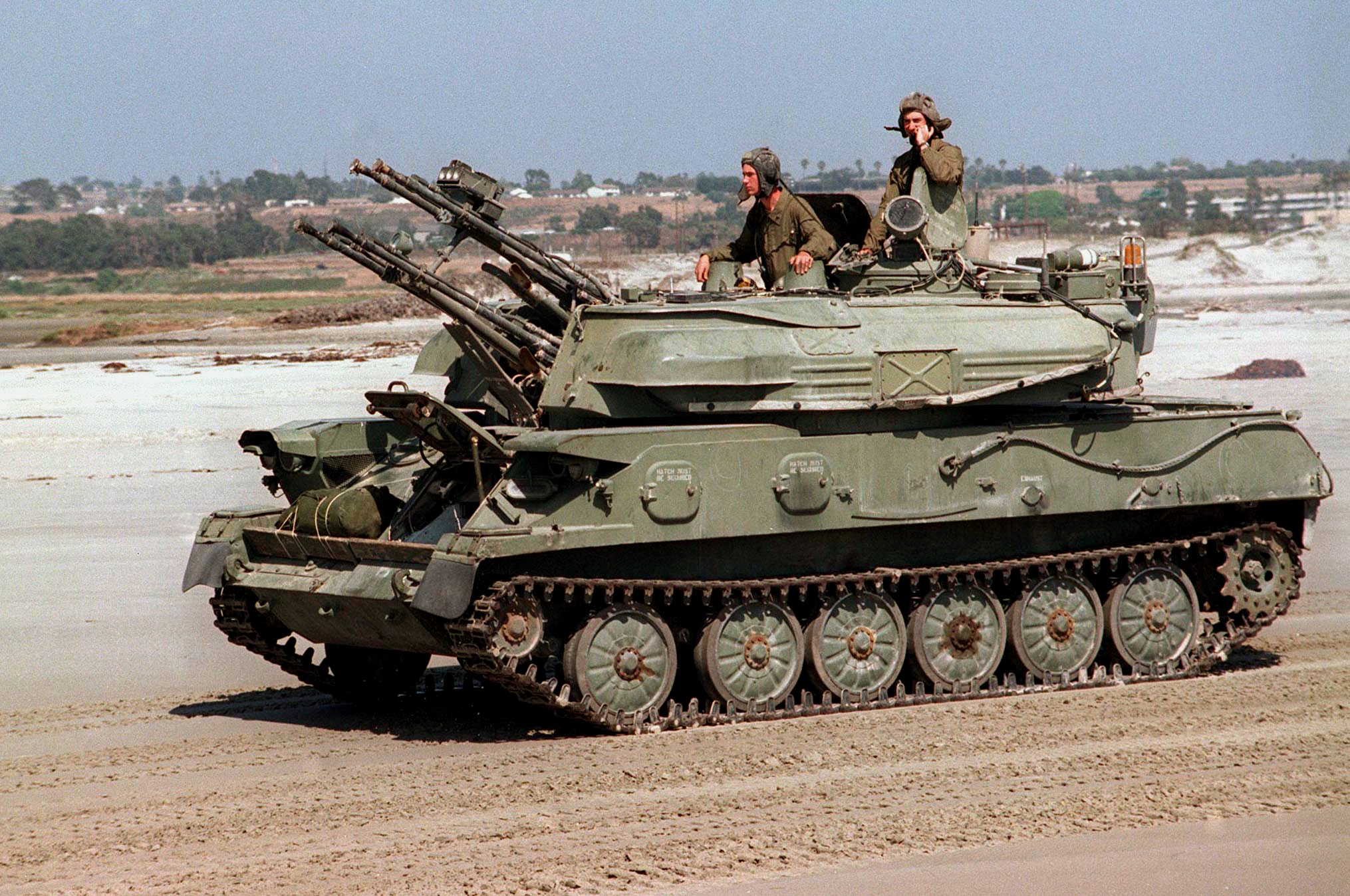
ZSU-23-4 với Marine Corps Base Camp Pendleton.

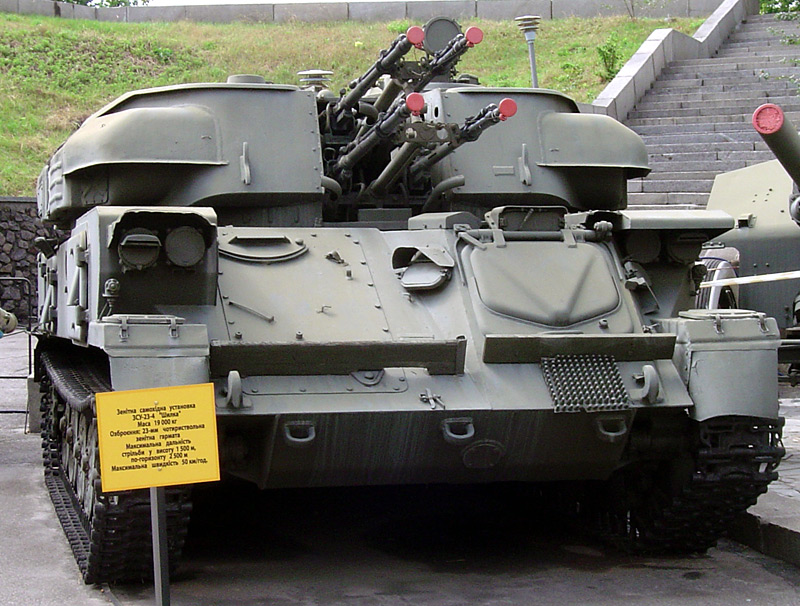
ZSU-23-4 ở viện bảo tàng chiến tranh vệ quốc vĩ đại, ở Kiev.

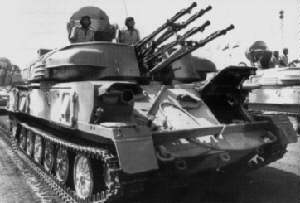
Một bức ảnh ZSU-23-4.

## Các nước sử dụng

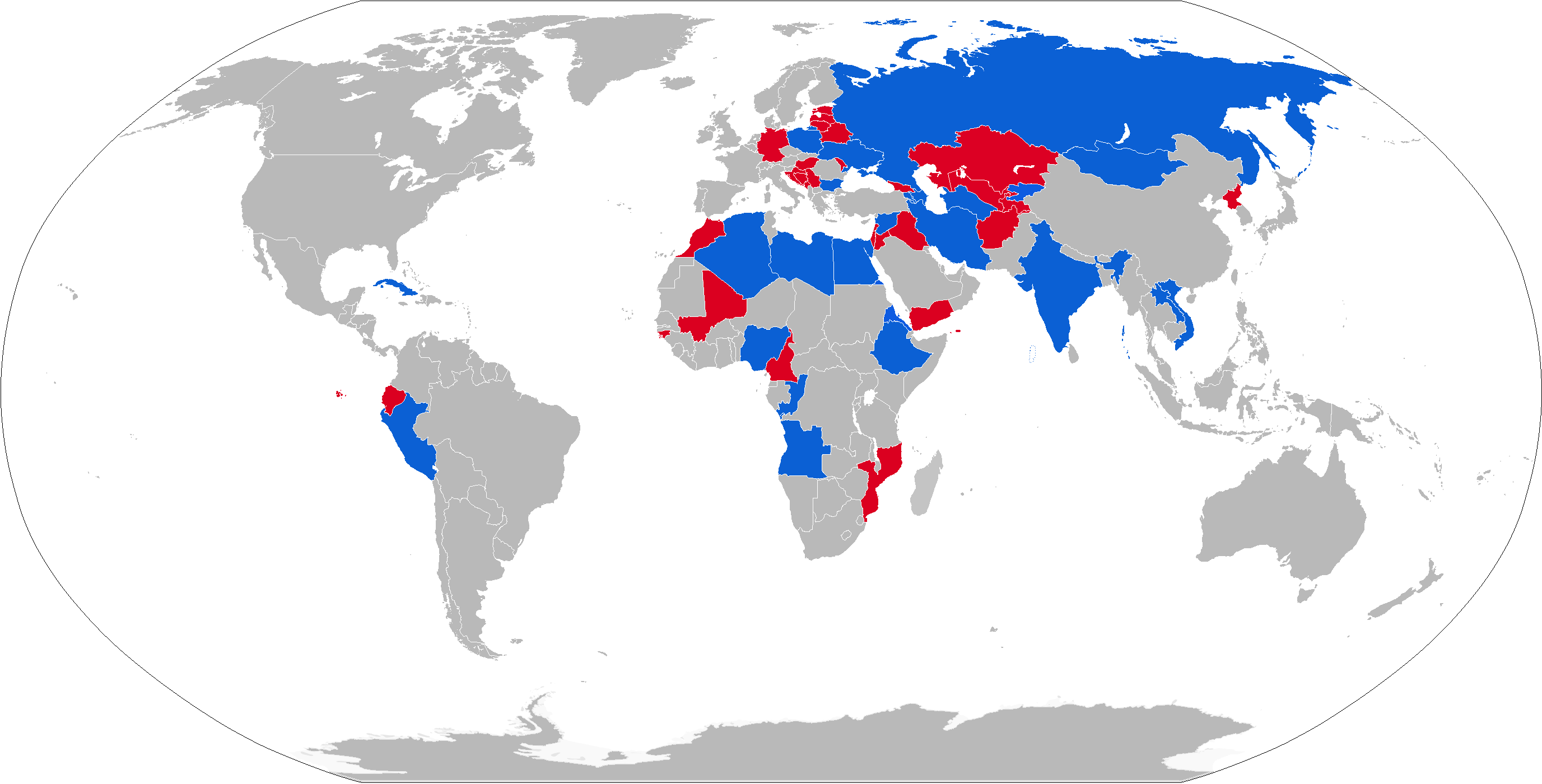
Các nước đã và đang sử dụng Shilka

- Afghanistan - 20 xe do Liên Xô để lại.[10][11]
- Ai Cập - 350 (năm 1995).[12] 330 do Liên Xô cung cấp, và năm 2005 Nga cung cấp thêm xe mới.[10]
- Algeria - 310 xe (năm 1995).[11][12] Theo một nguồn khác là 310 xe do Liên Xô cung cấp.[10]
- Ấn Độ - 100 do Liên Xô cung cấp.[10][11]
- Angola - Trên 20 xe do Liên Xô cung cấp.[10][11]
- Armenia[cần dẫn nguồn]
- Azerbaijan[cần dẫn nguồn]
- Ba Lan - 44[13] tới 87[11]. 150 do Liên Xô cung cấp.[10]
- Belarus[cần dẫn nguồn]
- Bulgaria - 35[11]
- Cộng hòa Congo - 8[11]
- Cuba - 36 (năm 1995) (Nga cung cấp).[10][11][12]
- Cộng hòa Dân chủ Đức - 131 do Liên Xô cung cấp.[10]
- Ecuador - 34 xe năm 1997 do Nicaragua để lại.[11]
- Ethiopia - 60[11]
- Guinea-Bissau - 16 do Liên Xô cung cấp.[10]
- Gruzia - 38
- Hoa Kỳ - Một vài chiếc để nghiên cứu (hầu hết ở Căn cứ Pendleton)
- Hungary - 20 (năm 1995).[12] 14 xe do Liên Xô cung cấp.[10][11]
- Iran - 100+[11]
- Iraq - 200+[11]
- Israel - 60[11]
- Jordan - 16 (năm 1995) do Liên Xô cung cấp.[10][12] 44 (năm 2008)[11]
- Lào - 10+[11]
- Liên Xô -  Nga - ~450 còn hoạt động tại thời điểm năm 2007 (400 của lục quân và 50 của thủy quân lục chiến)[14]
- Libya - 250[11]
- Mông Cổ[11]
- Morocco[cần dẫn nguồn]
- Mozambique[cần dẫn nguồn]
- Nigeria - 30[11]
- Peru - 135 (năm 1995) do Liên Xô cung cấp.[10][11][12]"/>[11]*
- Somalia - 4[11]
- Syria - 400 do Liên Xô cung cấp.[10][11]
- Cộng hòa Dân chủ Nhân dân Triều Tiên - >100 do Liên Xô cung cấp.[10][11]
- Turkmenistan - 28[11]
- Ukraina[11]
- Việt Nam - Do Liên Xô cung cấp bản quyền. Hiện nay đang tự nâng cấp và tự sản xuất hàng loạt rất nhiều.
- Yemen - 30[11] tới 40 (năm 1995) do Liên Xô cung cấp cho Nam Yemen.[10][12]
- Zimbabwe[cần dẫn nguồn]